# Beatrix portugál infánsnő (1430–1506)
Beatrix portugál infánsnő (1430. június 13. – 1506. szeptember 30.) János portugál herceg és Barcelosi Izabella, Bragança hercegnője harmadik gyermeke és második leánya. Apai nagyszülei I. János portugál király és Lancasteri Filippa angol hercegnő. Anyai nagyszülei I. Alfonz, Bragança hercege és Beatriz Pereira de Alvim portugál nemeskisasszony.
Testvérei:
- Diego (1425-1443), ő fiatalon, gyermektelenül halt meg
- Izabella (1428-1496), ő 1447-ben hozzáment II. János kasztíliai királyhoz, aki 23 évvel idősebb volt nála. Két gyermekük született, Izabella (a leendő I. Izabella királynő) és Alfonz.
- Filippa (1432-1444), ő gyermekként hunyt el

1447-ben hozzáment unokatestvéréhez, a 14 éves Ferdinánd infánshoz, Viseu 2. hercegéhez, házasságuk révén pedig Beatrix a leendő V. Alfonz portugál király sógornője lett, majd pedig a leendő II. János portugál király és II. Ferdinánd bragançai herceg anyósa is lett, valamint a leendő I. Izabella kasztíliai királynő anyai nagynénje is ő volt.
Férjével 23 évig élt házasságban, az idő alatt pedig 10 gyermekük jött világra:
- János (1448-1472), Viseu 3. és Beja 2. hercege, aki gyermektelenül halt meg
- Diego (1450-1484), fivére halála után Viseu 4. és Beja 3. hercege, akinek egy házasságon kívüli gyermeke született Leonor de Sotomaiortól (I. Péter portugál király dédunokája), Alfonz.
- Eleonóra (1458-1525), ő 1470. január 22-én nőül ment apja egyik bátyjához, II. János portugál királyhoz, akinek két fiút szült, Alfonzot és Jánost.
- Izabella (1459-1521), ő 1472-ben hozzáment II. Ferdinándhoz, Bragança hercegéhez, akitől négy gyermeke született, Jakab, Fülöp, Dénes és Margit.
- Duarte (1462-?), ő még kisgyermekként meghalt
- Dénes (1464-?), ő ugyancsak még kisgyermekként elhunyt
- Katalin (1465-?), szintén még kisgyermekkorában meghalt
- Simon (1467-?), szintén kisgyermekkorban hunyt el
- Alfonz (1468-?), ugyancsak kisgyermekként halálozott el
- Mánuel (1469-1521), később I. Mánuel néven Portugália királya lett, s ő volt egyben V. Károly német-római császár apósa és sógora is (leánya, Izabella infánsnő és harmadik neje, Habsburg Eleonóra főhercegnő révén). Első felesége Izabella kasztíliai infánsnő volt, I. Izabella királynő leánya. Tőle egy fia született, Mihály, második neje az első felesége húga, Mária lett, akitől 10 gyermeke született, János, Izabella, Beatrix, Lajos, Ferdinánd, Alfonz, Henrik, Mária, Duarte és Antonio. Harmadik nejétől két gyermeke született, Károly és Mária.

Beatrix segítette elő unokahúga, I. Izabella királynő és a portugál király közötti két béke megkötését is. Diego nevű fiát ő maga tanította a tudományokra, s az asszony bőkezűen, lelkesen támogatta a portugál színjátszást is, szerepe volt az első ottani színházak létrehozásában, továbbá a beja-i monostor megalapításában is, ahol végső nyughelyük lett a férjével haláluk után. 
Beatrix 1470-ben megözvegyült. 1506. szeptember 30-ig, 76 éves koráig élt még, s nem ment többé férjhez.